# Chausson italien
Le chausson italien, appelé également chausson napolitain, est une viennoiserie faite de pâte feuilletée inversée fourrée d'un mélange de crème pâtissière et de pâte à choux avec des raisins secs imprégnés de rhum.

## Dénomination et historique
Il s'agit d'une dénomination française. En Italie le chausson italien ou napolitain s'appelle le « Sfogliatella riccia ». Lié à une influence française type de Ce chausson feuilleté fourré d'une garniture composée de semoule, ricotta fraîche, oranges et citrons confits et cannelle trouve ses origines dès le début du XVIIe siècle.